# VB Vágur
El VB Vágur fue un equipo de fútbol de las Islas Feroe que militaba en la Primera División de las Islas Feroe, la liga de fútbol más importante del país.
Fue fundado en el año 1905 en la ciudad de Vágur, en Suduroy, el cual 90 años después se fusionó con el Sumba para crear al Sumba/VB. En el año 2005 el equipo se fusionó otra vez con el Sumba para crear el VB/Sumba, el cual en el año 2010 desapareció para dar paso al FC Suðuroy. La institución todavía existe, pero en el balonmano, tanto en la rama masculina como en la femenina.
Fue campeón de Liga en 1 ocasión y campeón de Copa 1 vez en 4 finales jugadas.
A nivel internacional participó en 2 torneos continentales, donde nunca pasó de la Primera ronda.

## Palmarés
- Primera División de las Islas Feroe: 1

2000
- Copa de Islas Feroe: 1

1974
- - Finalista: 3

1956, 1977, 1997

## Participación en competiciones de la UEFA
- UEFA Champions League: 1 aparición

2002 - Primera ronda
- Copa Intertoto: 1 aparición

1999 - Primera ronda

### Récord Europeo
| Temporada | Torneo                | Ronda         |                        | Club            | Ida | Vuelta |
| --------- | --------------------- | ------------- | ---------------------- | --------------- | --- | ------ |
| 2001/02   | UEFA Champions League | Primera ronda | Bandera de Bielorrusia | FC Slavia-Mozyr | 0-0 | 0-5    |